# Мураи, Синдзи
Синдзи Мураи (яп. 村井 慎二 Мураи Синдзи, род. 1 декабря 1979, Тиба) — японский футболист.

## Карьера
На протяжении своей футбольной карьеры выступал за клубы «ДЖЕФ Юнайтед Итихара Тиба», «Джубило Ивата», «Оита Тринита».

## Национальная сборная
С 2005 по 2006 год сыграл за национальную сборную Японии 5 матчей.

## Статистика за сборную
| Сборная Японии | Сборная Японии | Сборная Японии |
| Год            | Матчи          | Голы           |
| -------------- | -------------- | -------------- |
| 2005           | 3              | 0              |
| 2006           | 2              | 0              |
| Итого          | 5              | 0              |